# Salsk
Salsk (en russe : Сальск) est une ville de l'oblast de Rostov, en Russie, et le centre administratif du raïon de Salsk. Sa population s'élevait à 58 680 habitants en 2016.

## Géographie
Salsk est arrosée par la rivière Sredny Iegorlyk, dans le bassin du Don. Elle se trouve à 164 km — 180 km par la route — au sud-est de Rostov-sur-le-Don.

## Histoire
L'origine de la ville est le hameau (khoutor) Iouditchev (en russe : Хутор Юдичев), sans doute fondée en 1812. Une église en bois fut construite en 1849 et le hameau devint le village de Vorontsovskoïe. Au début du XXe siècle, le village fut renommé Vorontsovo-Nikolaïevskoïe (en russe : Воронцово-Николаевское) en l'honneur de Nicolas II.
La gare ferroviaire « Torgovaïa » (Торго́вая), située à un kilomètre au sud du village, ouvrit en 1899 sur la ligne Tsaritsyne – Tikhoretsk. Autour de la gare se développa une agglomération qui devint la ville de Salsk en 1926.
Pendant la Seconde Guerre mondiale, la ville fut occupée par l'Allemagne nazie le 31 juillet 1942. Elle fut libérée par le front du sud de l'Armée rouge le 22 janvier 1943, mais avait subi des dégâts considérables. En 1957, Salsk annexa le village de Vorontsovo-Nikolaïevskoïe, qui comptait 14 200 habitants en 1939.
En 2003 un monument à la mémoire du général des armées blanches Sergueï Markov est inauguré à Salsk, le premier de son genre en Russie depuis la guerre civile russe.

## Population
Recensements (*) ou estimations de la population
| 1926* | 1939*  | 1959*  | 1970*  | 1979*  | 1989*  | 2002*  |
| ----- | ------ | ------ | ------ | ------ | ------ | ------ |
| 7 000 | 11 365 | 35 964 | 50 197 | 57 003 | 61 088 | 61 775 |

| 2010*  | 2012   | 2013   | 2014   | 2015   | 2016   | 2017 |
| ------ | ------ | ------ | ------ | ------ | ------ | ---- |
| 61 316 | 60 775 | 60 161 | 59 696 | 59 126 | 58 680 | -    |

## Culte
- Église Saint-Dimitri-de-Rostov (2010)